# جان پرور
جان پرور روستایی در دهستان ادیمی بخش مرکزی شهرستان نیمروز استان سیستان و بلوچستان ایران است. بر پایه سرشماری عمومی نفوس و مسکن در سال ۱۳۹۰ جمعیت این روستا ۱۰۷ نفر (در ۲۸ خانوار) بوده است.